# Himerois univittata
Himerois univittata là một loài bướm đêm trong họ Noctuidae.